# 에치젠하마촌
에치젠하마촌(越前浜村)은 니가타현 니시칸바라군에 설치되었던 촌이다.